# Ugandax
Ugandax (лат.) — вымерший род жвачных парнокопытных животных трибы Bovini семейства полорогих, обитавший в Африке на территории Эфиопии, Кении и Малави. Ископаемые остатки вида известны с миоцена по плейстоцен (11,62—0,0117 миллионов лет назад). Кладистический анализ предполагает, что Ugandax представляет собой предковую форму рода африканских буйволов (Syncerus), и зубы, отнесённые к Ugandax, принадлежат самым древним бычьим в Африке.

## Виды
По данным сайта Paleobiology Database, на август 2022 года род включает 2 вида:
- † Ugandax coryndonae
- † Ugandax gautieri